# 아프가니스탄 북부지대
2003년 3월 27일, 아프가니스탄 국방차관 압둘 라시드 도스툼 장군은 아프가니스탄 북부지대 행정국을 설립하고 관리들을 임명함으로써, 아프가니스탄에 어떠한 분리지역도 만들지 못한다는 임시 대통령 하미드 카르자이의 명령에 도전했다.